# Associação Atlética Orleans
A Associação Atlética Orleans, é um clube de futebol brasileiro com sede na cidade de Orleans, no estado de Santa Catarina. Fundado em 28 de julho de 1978, tem como cores o Branco, vermelho e o azul. Disputou o Campeonato Catarinense da Série C em 2017 em parceria com o Curitibanos, em 2018, e por mais duas temporadas, sendo 2019 e 2020. A equipe está licenciada do futebol profissional. 